# زانکت بلاسن
زانکت بلاسن (به آلمانی: Sankt Blasen) یک منطقهٔ مسکونی در اتریش است که در مورو واقع شده‌است. زانکت بلاسن ۲۶٫۶۶ کیلومتر مربع مساحت دارد ۹۵۷ متر بالاتر از سطح دریا واقع شده‌است.